# Prekursor narkotyku
Prekursor narkotyku - substancja, mająca legalne zastosowanie, ale która często wykorzystywana jest do nielegalnej produkcji narkotyków. Przykładowo: nadmanganian potasu wykorzystywany jest do nielegalnej produkcji kokainy, a bezwodnik octowy do produkcji heroiny.
Ustawa o przeciwdziałaniu narkomanii w art. 61 za wytwarzanie, przetwarzanie, nabycie, zbycie, przewóz, posiadanie prekursora w zamiarze wytwarzania środków odurzających lub innych substancji psychoaktywnych grozi karą pozbawienia wolności i grzywny. Za działania takie bez wspomnianego zamiaru bądź zlekceważenie przepisów o obrocie i stosowaniu grozi grzywna (art. 66 i 67). 